# 荒漠胎生早熟禾
荒漠胎生早熟禾（学名：Poa bactriana Roshev）是一种禾本科植物。这种植物分布于中国天山、阿尔泰山、塔尔巴哈台山；此外，在欧洲、高加索、中亚、西伯利亚也有。